# 輝いた
「輝いた」（かがやいた）は、シギの楽曲で、2枚目のシングル。2009年2月18日にエピックレコードジャパンから発売。

## 概要
前作「証明」から7ヶ月でのリリースとなるシングルで、初回プレス盤には、タイアップ先のアニメ『銀魂』の描き下ろしスーパークリアアナザージャケットが付属。

## 収録曲
- 全作詞:シギ

1. 輝いた
作曲:シギ・上田健司
編曲:上田健司
  - テレビ東京系アニメ『銀魂』第12期エンディングテーマ[注 1]
  - 友情をテーマにした楽曲で[2]、歌詞はアニメの内容に沿って書かれ、なおかつアニメ放送の時間帯を考慮して「大衆が飲みこみやすい」ような言葉を用いている[3][4]。
2. 黒い雨
作曲:シギ
編曲:上田健司・岡村美央

## 収録アルバム

### コンピレーション・アルバム
- 『銀魂BEST2』（#1）